# Galactosa-1-fosfato uridiltransferasa
La galactosa-1-fosfato uridiltransferasa (GALT) (EC 2.7.7.12) es una enzima responsable de convertir la galactosa ingerida a glucosa.
La GALT cataliza la segunda etapa de la ruta de Leloir del metabolismo de la galactosa.
UDP-glucosa + galactosa-1-fosfato {\displaystyle \rightleftharpoons } glucosa-1-fosfato + UDP-galactosa
La expresión de GALT es controlada por las acciones del gen FOX3. La ausencia de esta enzima resulta en los humanos en la enfermedad conocida como galactosemia que puede ser fatal en los recién nacidos si no se elimina la lactosa de la dieta. La patofisiología de la galactosemia no ha sido claramente definida.

## Mecanismo

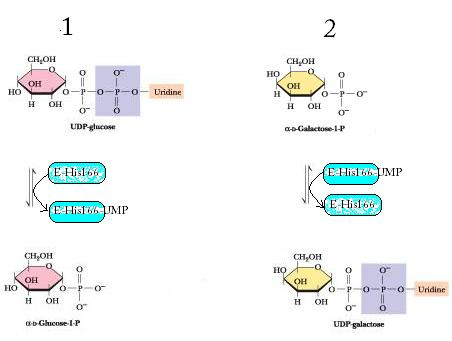
Figura 1. Reacción en dos etapas de la GALT. Imagen adaptada de

La galactosa-1-fosfato uridiltransferasa (GALT) cataliza la segunda reacción de la ruta de Leloir de metabolismo de la galactosa a través de una cinética enzimática bi bi ping pong con un mecanismo de doble desplazamiento. Esto significa que la reacción neta consiste en dos reactantes y dos productos, y procede mediante el siguiente mecanismo: La enzima reacciona con un sustrato para generar un producto y la enzima modificada que posteriormente reacciona con el segundo sustrato para formar el segundo producto regenerándose la enzima original. En el caso de GALT, el residuo His-166 actúa como un nucleófilo potente para facilitar la transferencia de un nucleótido entre UDP-hexosas y hexosa-1-fosfatos.
1. UDP-glucosa + Enzima-His  Glucosa-1-fosfato + Enzima-His-UMP
2. Galactosa-1-fosfato + Enzima-His-UMP  UDP-galactosa + Enzima-His[6]

La GALT necesita 1 ion hierro y 1 ion zinc por subunidad.

## Estudios estructurales
La estructura tridimensional mediante cristalografía de rayos X a una resolución de 1.8 angstrom de la galactosa-1-fosfato uridiltransferasa (GALT) fue descubierta por Wedekind, Frey y Rayment, y su análisis estructural ha encontrado los aminoácidos clave esenciales para la función de la GALT. Los aminoácidos importantes encontrados por Wedekind et al. en su análisis estructural de la GALT (Leu-4, Phe-75, Asn-77, Asp-78, Phe-79 y Val-108) son consistentes con los residuos que han sido implicados en experimentos de mutaciones puntuales y en screening clínico por jugar un papel en la galactosemia humana.
La GALT se presenta como homodímero.

## Relevancia clínica
La deficiencia en galactosa-1-fosfato uridiltransferasa (GALT) causa galactosemia clásica. La galactosemia es una enfermedad de la niñez de naturaleza hereditaria. Los rasgos autosomales recesivos afectan aproximadamente a 1 de cada 40,000 - 60,000 nacidos. La galactosemia clásica (G/G) es causada por una deficiencia en la actividad de la GALT, mientras que la forma más común, Duarte/Classica (D/G), se produce por la atenuación de la actividad de la GALT. Los síntomas incluyen fallos en los ovarios, dispraxia (dificultad para hablar correctamente y consistentemente) y déficits neurológicos. Una simple mutación en algunos aminoácidos puede producir atenuación o deficiencia de la actividad de la GALT. Por ejemplo, una mutación simple de A a G en el exón 6 del gen de la GALT cambia el Glu-188 a arginina, y una mutación de A a G en el exón 10 convierte Asn-314 a ácido aspártico. Estas dos mutaciones también añaden nuevos sitios de corte para las enzimas de restricción. El screening clínico prácticamente ha eliminado la muerte neonatal por la galactosemia clásica, pero la enfermedad, debido al papel de la GALT en el metabolismo bioquímico de la galactosa ingerida a glucosa, puede ciertamente ser fatal. Sin embargo, los individuos afectados por la galactosemia pueden vivir de una forma relativamente normal evitando los productos que contienen leche y cualquier alimento que contenga galactosa, aunque hay un riesgo potencial para problemas en el desarrollo neurológico, u otras complicaciones, incluso en aquellos individuos que eviten la galactosa.